# Уб
Уб (серб. Уб, Ub) — город и муниципалитет в Сербии, в общине Колубара, в долине рек Тамнава и Уб. Находится в 55 км к юго-западу от Белграда.
Главной достопримечательностью Уба является монастырь в селе Докмир (1415 год).
В состав муниципалитета Уб входит 38 населённых пунктов. Население муниципалитета Уб по переписи 2003 года составляет 32 104 человек (из них 15 897 мужчин и 16 126 женщин), население города Уб — 6018 человек. 98,35 % населения — сербы.
Население муниципалитета Уб по переписи 2022 года составляет 25 780 человек, население города Уб — 6684 человека.

## Этимология
О происхождении названия «Уб» есть две версии. По одной из них, это изменившееся в славянской речи латинское слово urb (местность, город); по другой — сокращение от имени владельца этой местности князя Славолюба, брата князя Коцеля.

## История
Поселения людей на территории муниципалитета Уб существовали со времён Винчанской культуры (5000 до н. э.). В сёлах Трлич, Калиновац, Бргуле проведены раскопки поселений, относящихся к этому периоду. У села Чучуге открыто поселение времён бронзового века.

## Известные уроженцы города
- Кнежевич, Божидар — сербский философ и историк
- Танкосич, Воислав — майор, участник Балканских войн и Первой мировой войны, причастный к убийству эрцгерцога Франца-Фердинанда
- Йоцич, Любиша — писатель, режиссёр, актёр
- Петронижевич, Бранислав — философ.
- Плаович, Радомир — театральный режиссёр, драматург
- Джаич, Драган — футболист сборной Югославии
- Савич, Душан — футболист сборной Югославии
- Чолич, Ратко — футболист сборной Югославии
- Нинкович, Сретен — баскетболист сборной Югославии
- Сименович, Григорий — экономист